# .su
.suは、ソビエト連邦に1990年に割り当てられた国別コードトップレベルドメイン（ccTLD）である。割り当ての1年後にソ連は崩壊したが、.suドメインは2025年現在でも使用されており、ロシア社会ネットワーク研究所（ロシア語: РосНИИРОС (RosNIIROS), RIPN）によって管理されている。

## 歴史
1989年以降、.pl（ポーランド）、.cs（チェコスロバキア）、.yu（ユーゴスラビア）、.dd（東ドイツ）などの東欧諸国のドメインが作成されたが、その中にソ連のドメイン.suもあった。当初、2文字のccTLDが標準になる前に、ソビエト連邦には.ussrドメインが割り当てられることになっていた。 .suというドメイン名は、当時19歳のフィンランド人学生Petri Ojalaによって提案された。1991年12月26日にソ連は正式に消滅し、その構成共和国は独立を獲得した。その際に、東ドイツ、チェコスロバキア、ユーゴスラビアと同様に、.suドメインについても段階的廃止プロセスを開始させるべきだった。1993年まで、ロシアに割り当てられたccTLDがなかったため、ロシアではソ連のドメインを使用し続けた。1993年には.suドメインを置き換える.ruドメインが作成された（ロシア以外の旧ソ連諸国のドメインは、1990年代半ばに相次いで作成された。しかし、ロシア地域外のドメインの使用はわずかである）。.suドメインはICANNによって撤廃されることになっていたが、ロシアの政府とインターネットユーザの要求により保留された。
IANAは.suドメインを漸次廃止する意向を表明しているが、ロビイストは2007年9月に.suドメインを維持することについてICANNと交渉を開始したと述べた。2008年の第1四半期に、.suドメインの登録は45%増加した。

## 利用
このドメインは、ソ連の機関や企業によって使用されることを意図していた。ソ連崩壊に伴い独立を獲得した諸国にccTLDが割り当てられたにもかかわらず、.suドメインは依然として使用されている。2001年、ドメイン管理者は、新たな.su下の登録を受け入れることを宣言したが、この行動が、ICANNの方針に適合するものか明確ではない。ほとんどの.suドメインは、ロシアとアメリカ合衆国で登録されている。RU-CENTERの2010年5月のデータによれば、.suドメインには93,500件以上のドメインが登録されている（.ruドメインの登録数は280万件以上である）。.suドメインを使用している団体には、ロシアの親プーチン青少年組織のナーシや、ウクライナ東部の親ロシア武装反乱組織などがある。ソ連にルーツを持つ組織も、.suドメインを依然として使用している。
このドメインは、ゆるやかで時代遅れの利用規約などから、多くのサイバー犯罪活動の発信源になっていると報告されている。2013年以降、悪意のあるドメインを即時に停止する規則が実施されている。

## ウクライナによる停止要請
2022年のロシアによるウクライナ侵攻を受け、ウクライナ政府はロシアによるプロパガンダ拡散を防ぐことを理由にロシアのトップレベルドメインである.ruや.рфに加え、.suに関しても停止をICANNに要請したが異論が相次ぎ、ICANNもこの要請を拒否した。